# Нормандская война (1152—1154)
Нормандская война 1152—1154 — вооруженный конфликт между Генрихом Плантагенетом и коалицией, возглавлявшейся Людовиком VII. Был связан с заключительным этапом гражданской войны в Англии.

## Причины конфликта
Бракосочетание Генриха Плантагенета, графа Анжуйского и герцога Нормандского, и Алиеноры Аквитанской, состоявшееся менее чем через два месяца после развода герцогини с французским королём, вызвало сильное недовольство в Париже. Формально оно являлось нарушением феодального права, по которому наследница фьефа не могла выходить замуж без разрешения своего сеньора. Концентрация в руках Генриха огромных владений во Франции и перспектива получения английской короны представляли большую опасность для Французского королевства.
Для борьбы с этой угрозой Людовик VII сформировал лигу, объединившую противников Генриха. В неё входили граф Шампани Генрих I Щедрый, его брат Тибо V де Блуа, брат короля Роберт I де Дрё, Эсташ IV Булонский, и Жоффруа VI Анжуйский. Позднее к лиге должен был присоединиться граф Фландрии Тьерри Эльзасский.
У каждого из них были свои причины для войны. Граф Шампанский женился на дочери Людовика и Алиеноры Марии Французской, возможной наследнице владений своей матери; Тибо де Блуа был сеньором Тура, за который Генрих должен был принести ему оммаж, но отказывался это сделать, и по его примеру Сюльпис д'Амбуаз также отказывался приносить присягу за Шомон-сюр-Луар. Эсташ Булонский, сын и наследник короля Стефана Блуасского, стремился задержать Генриха на континенте и не дать ему высадиться в Англии. Жоффруа Анжуйский, брат Генриха, по завещанию Жоффруа V должен был получить Анжу и Мэн, но старший брат дал ему во владение только три замка.

## Война
Союзники планировали нанести удары с нескольких сторон и расчленить владения Генриха, оставив ему только Нормандию. Учитывая соотношение сил, этот план мог удаться при наличии энергичного и опытного руководства, но Людовик VII, характер которого надломили неудачный крестовый поход и семейные неурядицы, не обладал требуемыми качествами. Вместо того, чтобы проникнуть вглубь Нормандии и Анжу, и подать помощь мятежной анжуйской знати и нормандским сторонникам Стефана, он начал осаду крепостей на границе Нормандии, дав Генриху время подчинить мятежных баронов.
Военные действия начались вскоре после дня Святого Иоанна, когда Генрих готовился из Барфлёра отплыть в Англию для борьбы со Стефаном. Жоффруа атаковал Анжу, а Людовик, Эсташ, Роберт и Генрих Щедрый осадили Нефмарш. Крепость упорно сопротивлялась, а Плантагенет отложил английскую экспедицию и 16 июля двинулся ей на выручку. Союзники были вынуждены заключить с ним перемирие, и в конце августа Генрих покинул усмиренную Нормандию и начал кампанию в Анжу, где к концу года разгромил брата.
В январе 1153 Генрих высадился в Бристоле и начал успешную кампанию против Стефана. Людовик в течение шести месяцев ничего не предпринимал , затем возобновил военные действия и овладел Нефмаршем и Верноном. В апреле 1154 Генрих вернулся в Нормандию уже в качестве наследника английского престола. Людовик не отважился ему противостоять, и в августе заключил мир, по которому возвращал занятые крепости и признавал Генриха герцогом Аквитании, получив 2 000 марок возмещения. Из Нормандии Генрих предпринял стремительный поход в Аквитанию, где усмирил мятежных баронов. 25 октября 1154 король Стефан умер, и Плантагенет встал во главе «Анжуйской империи», получившей подавляющее превосходство над Францией.

## Итоги
Объединение Англо-нормандского королевства и Аквитании положило начало столетнему конфликту между Капетингами и Плантагенетами. Жоффруа Анжуйский в 1156 снова восстал против брата, и был окончательно разгромлен. Новая война Генриха с Францией состоялась уже в 1159.